# Nomophila incognita
Nomophila incognita is een vlinder uit de familie van de grasmotten (Crambidae), uit de onderfamilie van de Spilomelinae. De wetenschappelijke naam van deze soort is voor het eerst voorgesteld door Pierre Viette in een publicatie uit 1959.
De soort komt voor op het eiland Amsterdam (Indische Oceaan) deel uitmakend van de Franse Zuidelijke Gebieden.